# The Watch
The Watch és una pel·lícula estatunidenca còmica de ciència-ficció del 2012 dirigida per Akiva Schaffer i protagonitzada per Ben Stiller, Vince Vaughn, Jonah Hill i Richard Ayoade.

## Argument
Després de l'homicidi inexplicat i misteriós d'un vigilant de nit en un centre comercial, (té la pell arrencada i es troba sobre el seu cadàver una substància viscosa verda) Evan (Ben Stiller) decideix crear una milícia per trobar l'homicida i seguritzar la ciutat. Tres candidats es presenten, en Bob (Vince Vaughn), en Franklin (Jonah Hill) i en Jamarcus (Richard Ayoade) però al grup li costa arrencar la seva missió. Durant aquest temps un veí fort i inquietant s'acaba de traslladar a la casa veïna de Evan, i un jove skater es volatilitza sortint de la plaça de policia. Després d'una confrontació amb un alien, el grup acaba per descobrir que els aliens són per tot arreu i agafen la pell de les seves víctimes terrícoles per dissimular-se entre la població. Ells sospiten llavors del veí de Evan i entren a casa seva, però la pista no era bona, el veí no era més que un organitzador de partouses. L'un dels quatre milicians, Jamarcus resta a la festa mentre que una dona li fa una fel·lació. Agafant el grup un poc més tard confessarà ser un alien, i que aquest acte sexual li ha revelat la sensibilitat de les terriens. Explica als seus tres camarades el pla d'invasió de la Terra pels Aliens i els explica com el contrarestar.

## Repartiment
- Ben Stiller: Evan
- Vince Vaughn: Bob
- Jonah Hill: Franklin
- Richard Ayoade: Jamarcus
- Rosemarie DeWitt: Abby
- Will Forta: Sergent Bressman
- Billy Crudup: el veí
- Mel Rodriguez: Chucho
- Doug Jones: Alien
- Erin Moriarty: Chelsea
- Nicholas Braun: Jason
- R. Lee Ermey: Manfred
- Joe Nunez: Antonio Guzman
- Liz Cackowski: Carla
- Johnny Pemberton: Skater
- Sharon Gee: Mme Kim